# Bromont-Lamothe
 Bromont-Lamothe  es una población y comuna francesa, situada en la región de Auvernia, departamento de Puy-de-Dôme, en el distrito de Riom y cantón de Pontgibaud.

## Demografía
| 805 | 721 | 731 | 736 | 779 | 766 |
| Para los censos de 1962 a 1999 la población legal corresponde a la población sin duplicidades (Fuente: INSEE [Consultar]) |     |     |     |     |     |

## Personajes vinculados
- Robert Bresson, cineasta.